# MC Solaar
Mc Solaar, egentligen Claude M'Barali, född 5 mars 1969 i Dakar, Senegal, är en fransk rappare.

## Diskografi
- Qui Sème le Vent Récolte le Tempo (1991)
- Prose Combat (1994)
- Paradisiaque (1997)
- MC Solaar (1998)
- Le Tour de la Question (1999)
- Cinquième As (2001)
- Mach 6 (2003)
- Chapitre 7 (2007)